# Bajadasaurus
Байадозавр — род динозавров-завропод из семейства дикреозаврид (Dicraeosauridae). Жил в ранним меловом периоде в Южной Америке.

## Описание
Байадозавр похож на амаргазавра и он находится в формации байада Колорадо.
Байадозавр — травоядный динозавр, обитал на территории современной Аргентины.

## Примечание
1. ↑  Н. Ю. Брагин, Л. Г. Брагина. Морфологические характеристики бореальных радиолярий триаса и позднего мела (сравнительный анализ) // Палеонтологический журнал. — 2013. — Т. 2013, вып. 4. — С. 5—15. — ISSN 0031-031X. — doi:10.7868/s0031031x13040065.